# Puydarrieux
Puydarrieux település Franciaországban, Hautes-Pyrénées megyében. Lakosainak száma 231 fő (2022. január 1.). Puydarrieux Sadournin, Campuzan, Libaros, Puntous, Sentous, Tournous-Darré és Trie-sur-Baïse községekkel határos.

## Népesség
A település népességének változása:
| Lakosok száma | 215  | 217  | 224  | 223  | 227  | 232  | 233  | 232  | 231  |
|               | 2013 | 2015 | 2016 | 2017 | 2018 | 2019 | 2020 | 2021 | 2022 |